# Kopasz István

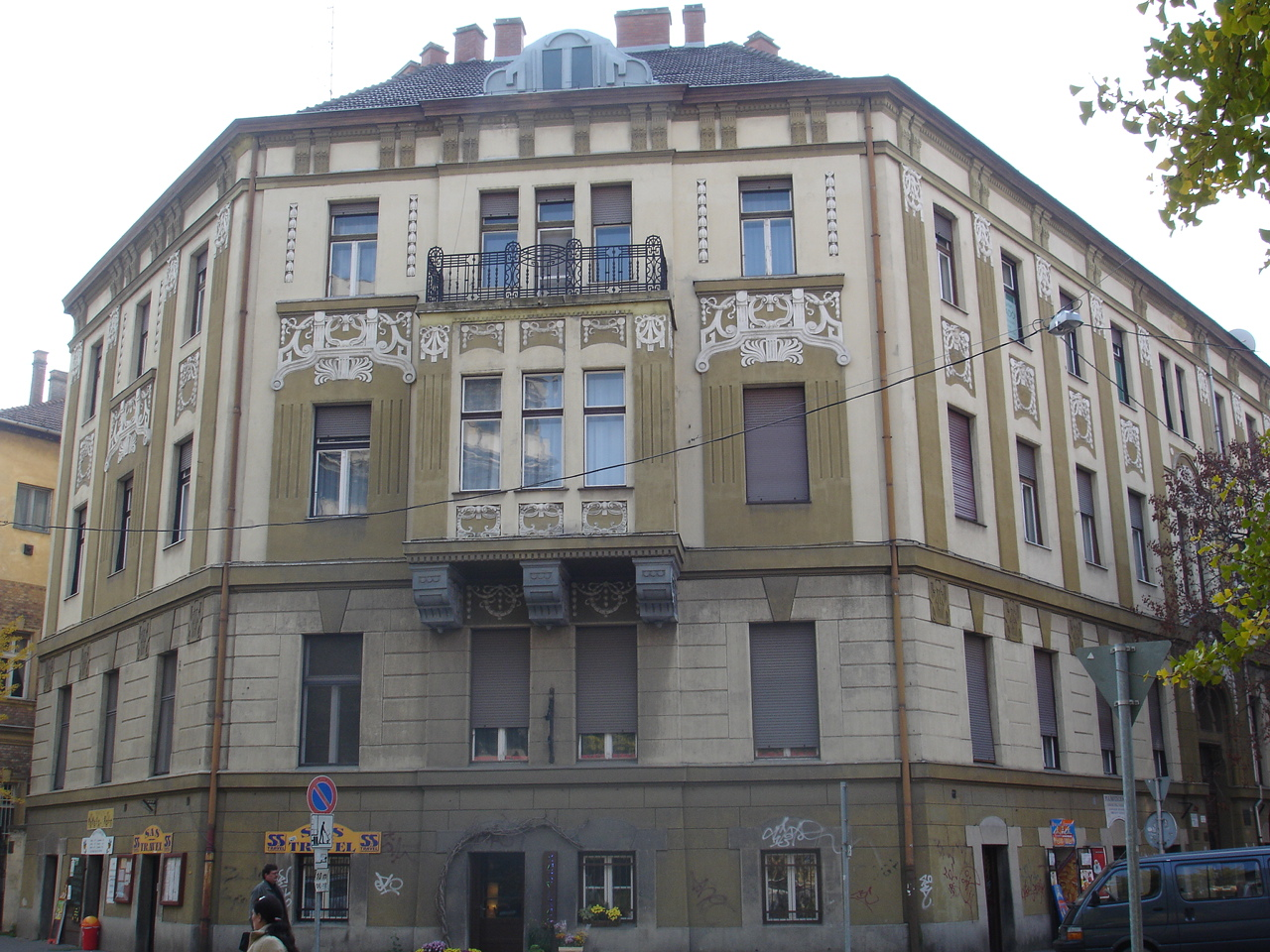
Erdélyi palota, Deák Ferenc u. 2.

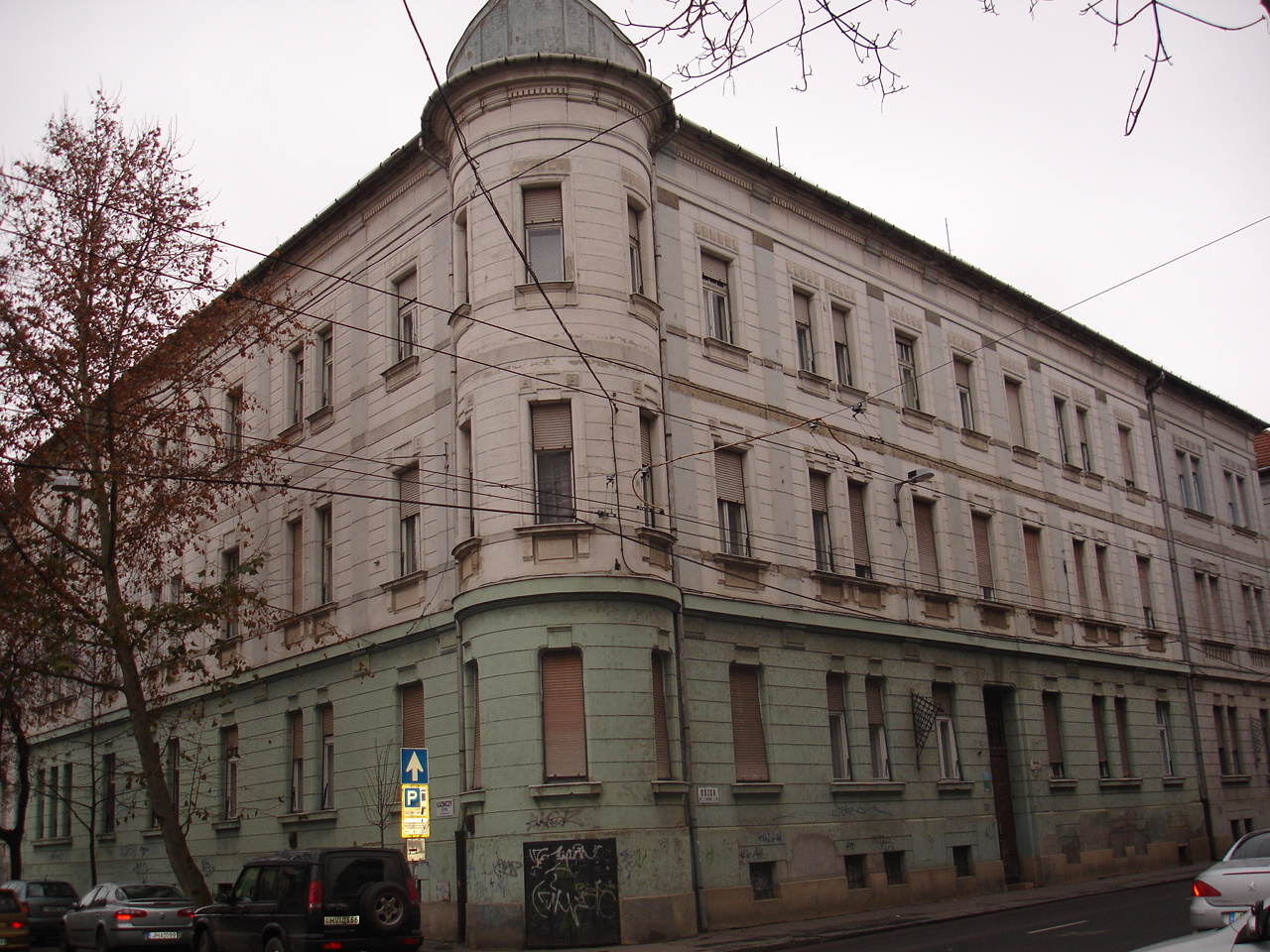
Kopasz-Erdélyi palota, Dózsa György u. 9.

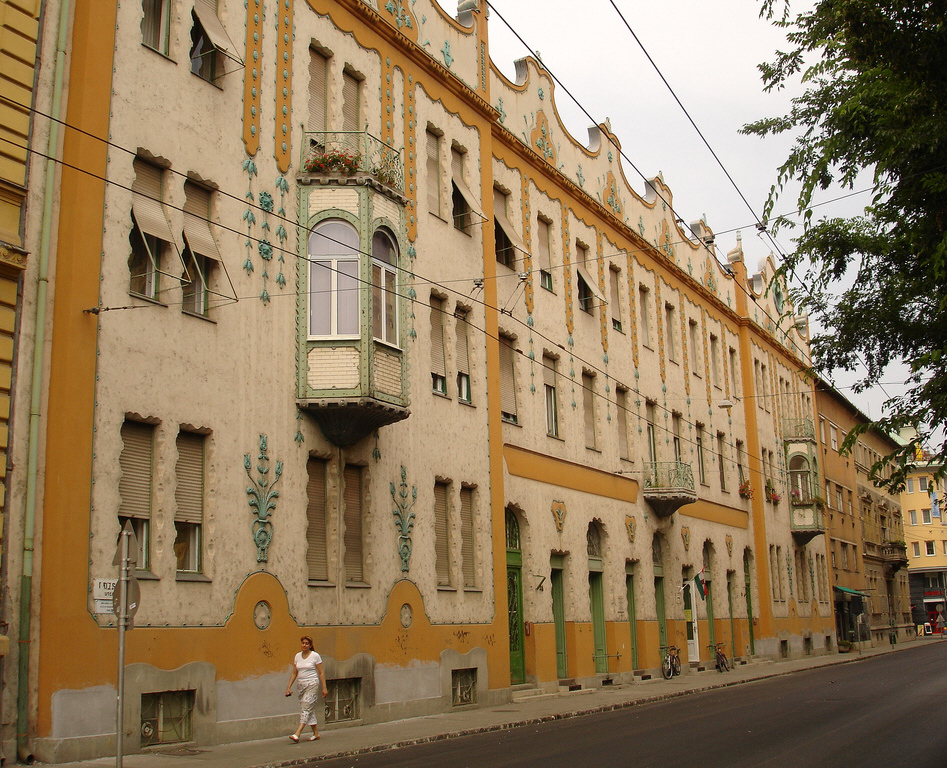
Szeged, Dózsa György u. 2.

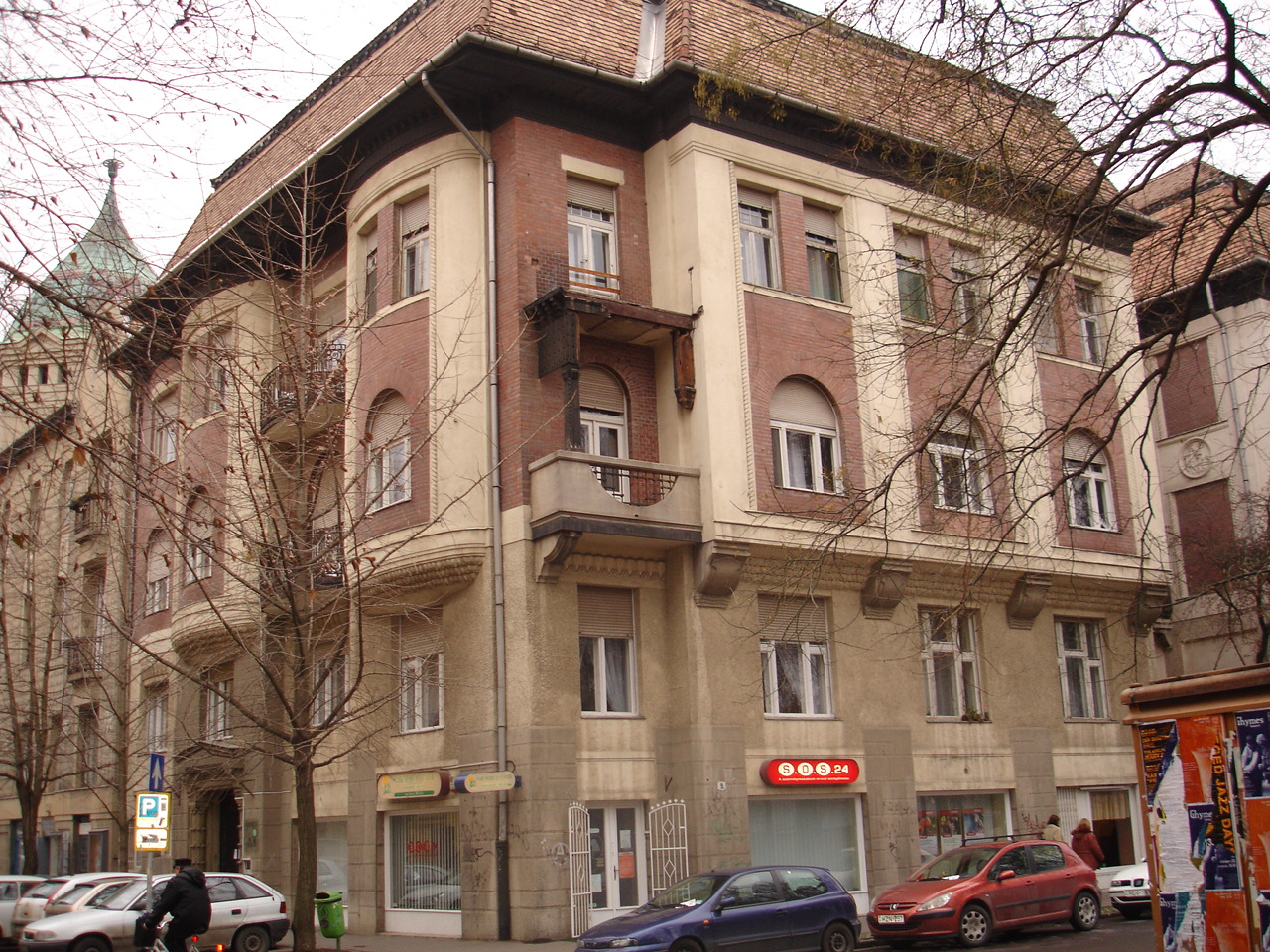
Szeged, Arany János u. 1.

Kopasz István (Szeged, 1869. december 9. – Szeged, 1913. szeptember 2.) magyar építész, aki munkássága elismeréseként háromszor nyert állami aranyérmet és több oklevelet is kapott. Jelentős fővállalkozása volt a beregszászi törvényszék kétemeletes, francia barokk stílusú palotájának építése.

## Életpálya
Az erdélyi örmény Kopasz/Kopacz család leszármazottja. Szülei Kopasz Márton (1844-1920) és Farkas Erzsébet (1848-1922) voltak. A család egyetemes polgári háza Szegeden, a Remény utca 16. szám alatt volt. A Fehér-tó mellett földbirtokuk volt, ahol unokájuk Kopasz Márta gyakran festett az 1930-as években. 
István építőipari tanulmányait Szegeden kezdte, itt tette le a kőműves mesteri vizsgát. Rokona Erdélyi Mihály építész (1856-1908) alkalmazta építészeti irodájában műszaki rajzolónak. Erdélyinek feltűnt a fiatalember kitűnő felkészültsége, matematikai tudása és statikai számításainak pontossága. Az ő javaslatára került fel a budapesti Felső-Építőipari Iskolába. 1905-ben tett építőmesteri vizsgát. A vizsgái letétele után Szászrégenben állt először munkába a dédai nagy vasútépítkezésen. Később visszakerült Szegedre és betársult az Erdélyi cégbe. Létrehozták az Erdélyi és Kopasz céget a Deák Ferenc utca 2. szám alatti Erdélyi palotában, melyet Erdélyi Mihály tervezett 1905-ben.
Kopasz István jó hírű fiatal építész volt már, mikor megismerkedett Szeles Olgával (1873-1965), Szeles Elek kúriai bíró leányával a Pusztaszeri utcai épületük korszerűsítési munkáira kapott tervezői megbízása kapcsán. 1908-ban kötöttek házasságot. Szeles Olgát – akkoriban a helyi lapok többször megírták - Szeged legszebb lányának tartották és azt beszélték, róla mintázta Munkácsy Mihály a Honfoglalás című festményének egyik nőalakját.

## Munkássága
Az Erdélyi és Kopasz cég fővállalkozása volt a beregszászi törvényszék kétemeletes, francia barokk stílusú palotájának építése. A törvényszék befejezése után építette az Erdélyi és Kopasz cég a Szeged, Dózsa György utca 9. szám alatt a kétemeletes Erdélyi és Kopasz palotát 1910-ben. Ebben az épületben született 1911-ben Márta nevű leánygyermeke. A palota elkészítésénél Kopasz István munkatársa volt Sebestyén József (vízvezeték szerelés), Rainer Ferenc (épületasztalos), és Kónya György (művészi kovácsoltvas korlát a zárt udvar folyosóján). Az Erdélyi és Kopasz cég építette a Dózsa György utca-Kazinczy utca-Arany János utca és Stefánia határolta tömb változatos szépségű szecessziós palotáinak többségét. A Deutsch palotának (Szeged, Dózsa György utca 2.) Erdélyi Mihály volt a tervezője, a homlokzat tervét – kérésére – Lechner Ödön készítette. A kivitelezési munkákat az Erdélyi és Kopasz cég készítette, hasonlóan a Spiegel Frigyes által tervezett Prinz palotáét (Arany János utca 1.) is 1911-ben. A Kass Szálló építési munkáit 1897-1898-ban az Erdélyi Mihály és Kopasz István végzi.  1911-ben Kass János a Stefánia felőli oldalon a szuterén épület alatt, pincét kíván létesíteni. A tervezést és a kivitelezést Kopasz István készíti el.
A belvárosi temető egyik legszebb sírboltját tervezte és építette a Gárgyán család számára. Ma a Vértes család neve található rajta. E körül helyezkednek el a díszsírhelyek. Hasonló változata épült a református temetőben Szatmári Egyed Károly családja számára. 1913-ban készít egy görög stílusú sírboltot a Dugonics temetőbe Enyedi Lukács és Zsótér Ilona kérésére. A közvetlenül mellette lévő sírban nyugszik Magyar Ede építész. Ma a Csíkos, Harvanik és Merley név van a sírbolt márványlapján. A bronz kapu Kónya György munkája. Kopasz István szakmai tekintélyét bizonyítja, hogy 1913-ban szakértői véleményt kértek tőle a Fogadalmi templom építéséhez. A szakvéleményben a kőfaragó szakipari munkáknál - szabadtéren elhelyezendő kőanyagok – a fagyálló burkolókövek kiválasztásának és védelmének fontosságára világított rá, a már meglévő épületeken jelentkező kivitelezési hiányosságokon keresztül. Ez volt utolsó munkája.

## Emlékezete
Komoly, törekvő szakember volt és patrióta szegedi volt, jómódú alsóvárosi családból származott. Jó menetű építési irodája volt Szegeden és nemcsak városában, hanem messze vidékeken is dolgozott és épített. Kitűnő terveiért, építéseiért háromszor nyert állami aranyérmet, okleveleket kapott. Munkatársai szerették, üzletfelei megbecsülték. Korai halála nagy vesztessége volt városának. Félbe maradt munkáit testvére Kopasz János vette át. A szegedi belvárosi temetőben nyugszik. Emlékét örzik az általa tervezett és felépített épületek és síremlékek.